# Вальдигофен
Вальдигофен (фр. Waldighofen) — коммуна на северо-востоке Франции в регионе Гранд-Эст (бывший Эльзас — Шампань — Арденны — Лотарингия), департамент Верхний Рейн, округ Альткирш, кантон Альткирш. До марта 2015 года коммуна административно входила в состав упразднённого кантона Ирсенг (округ Альткирш).
Площадь коммуны — 4,14 км², население — 1383 человека (2006) с тенденцией к росту: 1518 человек (2012), плотность населения — 366,7 чел/км².

## Население
Численность населения коммуны в 2011 году составляла 1505 человек, а в 2012 году — 1518 человек.
| 1962 | 1968 | 1975 | 1982 | 1990 | 1999 | 2006 | 2008 | 2011 | 2012 |
| ---- | ---- | ---- | ---- | ---- | ---- | ---- | ---- | ---- | ---- |
| 936  | 967  | 1039 | 1017 | 1048 | 1178 | 1383 | 1441 | 1505 | 1518 |

Динамика населения:

## Экономика
В 2010 году из 993 человек трудоспособного возраста (от 15 до 64 лет) 797 были экономически активными, 196 — неактивными (показатель активности 80,3 %, в 1999 году — 71,7 %). Из 797 активных трудоспособных жителей работали 726 человек (387 мужчин и 339 женщин), 71 числились безработными (27 мужчин и 44 женщины). Среди 196 трудоспособных неактивных граждан 52 были учениками либо студентами, 67 — пенсионерами, а ещё 77 — были неактивны в силу других причин.
На протяжении 2011 года в коммуне числилось 633 облагаемых налогом домохозяйства, в которых проживало 1498 человек. При этом медиана доходов составила 28510 евро на одного налогоплательщика.

## Достопримечательности (фотогалерея)

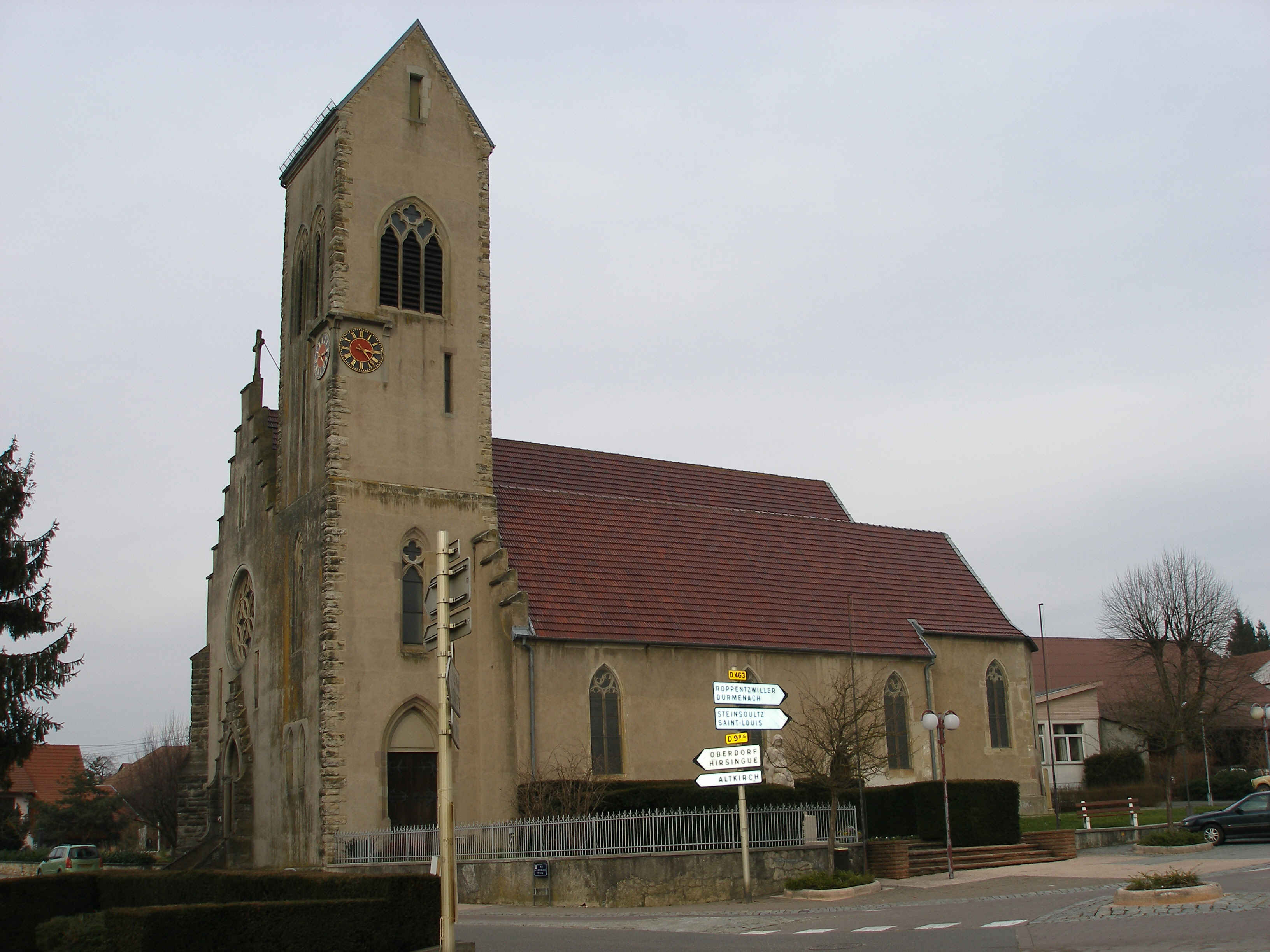
Церковь
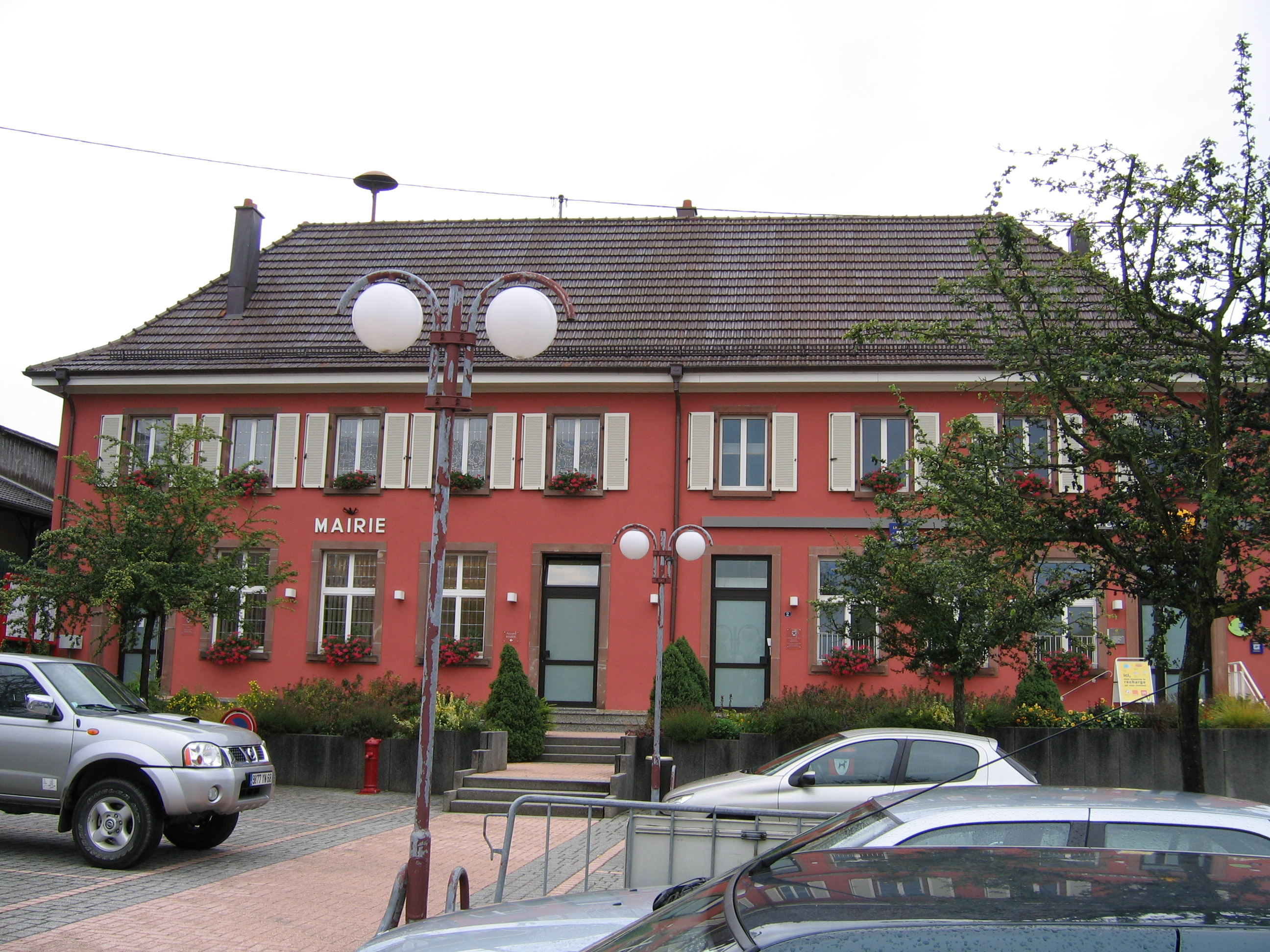
Здание мэрии
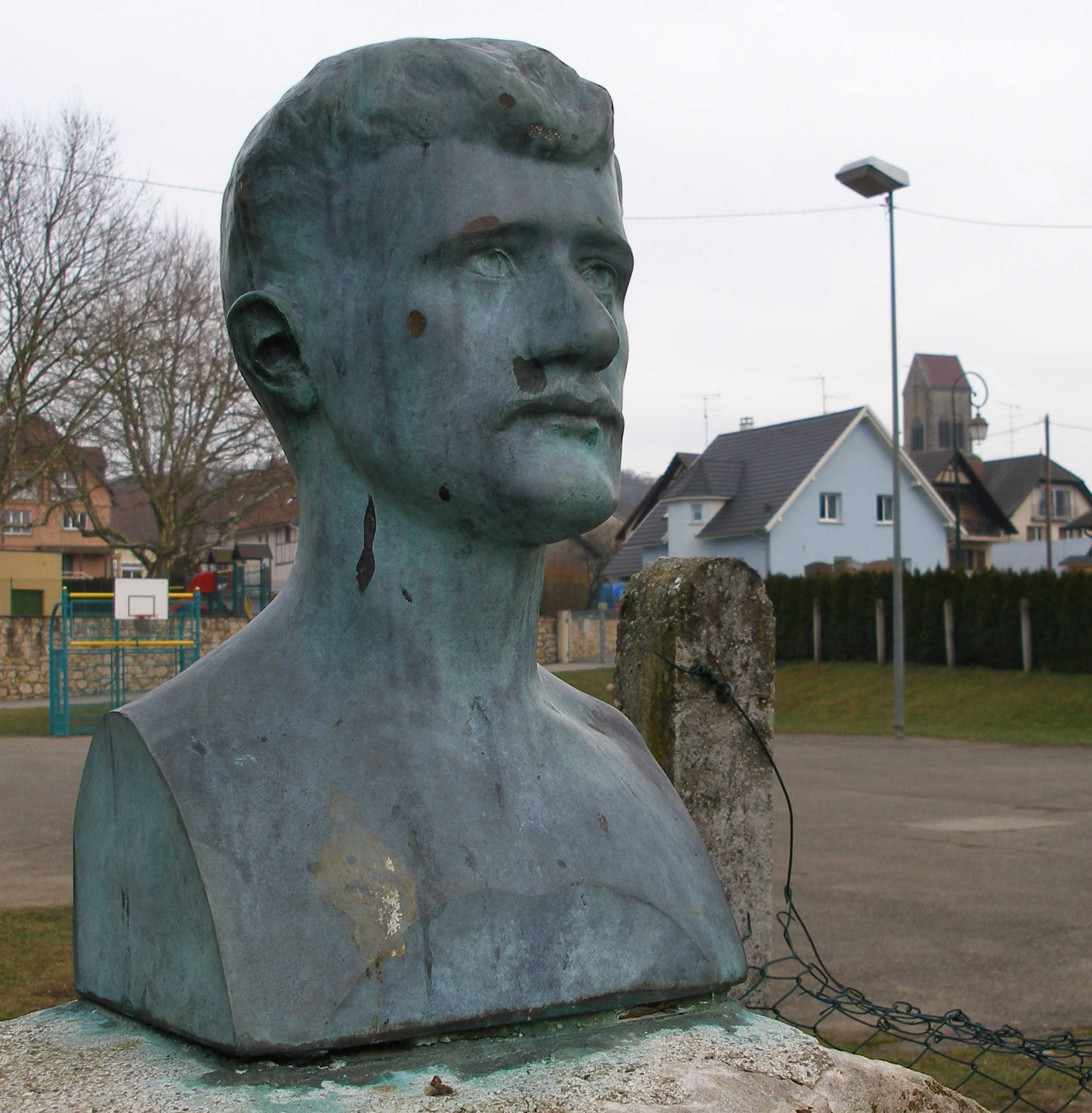
Бюст поэту Натану Кацу